# Pierre Ebéde
Pierre Ebéde (n. 9 februarie 1980, Yaoundé, Camerun) este un fotbalist camerunez care a evoluat la echipa Astra Ploiești pe postul portar. De asemenea a fost și un fost component al echipei naționale de fotbal a Camerunului.